# Raúl Fernández Pavón
Raúl Fernández Pavón (Brenes, provincia de Sevilla, 8 de marzo de 1978) es un atleta español, especializado en salto de longitud. En el año 2002 fue campeón de Europa en Viena (pista cubierta) realizando un salto de 8,22 metros.

## Trayectoria deportiva
Su afición por el atletismo comenzó en 1987, cuando con apenas nueve años empezó a entrenar en su Brenes natal; a los 14, y animado por sus buenos resultados, se decantó por la longitud. Con 15 años logró la mínima (6,31) para el Campeonato de España cadete en pista cubierta, pero finalizó la prueba en última posición. Tras esta ligera decepción, consiguió saltar 6,70 al aire libre, un registro que le sirvió para acudir como favorito al Campeonato de España al aire libre en categoría cadete, celebrado el año siguiente en Zaragoza; allí no falló y se alzó con el título.
Su progresión fue en aumento y, tras saltar 7,39m, fue seleccionado para participar en el Festival Olímpico de la Juventud Europea, disputado en Bath (Inglaterra) en verano de 1995; por desgracia, atravesó un proceso viral que condicionó su actuación y le impidió clasificarse para la final. Pero este contratiempo no minó su moral, pues con 18 años hizo un salto de 7,80 metros, lo que supuso la quinta mejor marca española y el paso de percibir una beca de 110.000 pesetas a otra de tres millones. En 1996 se proclamó subcampeón del mundo júnior en Sídney (Australia), en una competición en la que el cuarto puesto se lo adjudicó el asturiano Yago Lamela, la otra gran estrella emergente de la longitud española. En 1997, Raúl Fernández fue subcampeón de Europa júnior (7,90) y campeón nacional absoluto en pista cubierta (7,55); un año más tarde, añadió a su palmarés un salto de 8,17m para apuntar hacia el récord de Antonio Corgos de 1980 (8,23).
Y entonces llegó el año 1999, con el Mundial de Sevilla en el horizonte; pero la temporada no fue suya, sino de Lamela. El asturiano explotó en el Mundial indoor de  Maebashi, colgándose la plata con un registro de 8,56 mientras Raúl Fernández empezaba un largo coqueteo con las lesiones. Los sucesivos problemas físicos sufridos entre 1999 y 2000 interrumpieron su carrera y le hicieron incluso plantearse la retirada. Tras dos temporadas de esfuerzo junto a su técnico Rufino Espejel y al fisioterapeuta Ildefonso Blanco, ese particular vía crucis llegó a su fin en 2001.
Ese año fue subcampeón nacional absoluto en pista cubierta, un resultado que le devolvió la seguridad en sí mismo. En 2002, además de alzarse con los Campeonatos de España en pista cubierta (8,01) y al aire libre (8,02), el sevillano se proclamó campeón de Europa indoor en Viena, conquistando el título (8,22) al batir en la final a Lamela. El doblete de ambos saltadores culminó en ese certamen una jornada gloriosa para el atletismo español, que consiguió ocho medallas en un solo día, tres más que el récord anterior en la historia del torneo continental.
Aquellos 8,22 metros de la cita austriaca pusieron a Raúl Fernández en el primer plano de la actualidad deportiva. Pero lo que parecía un empuje definitivo a su trayectoria y el reconocimiento a nivel internacional, pronto se tornó en una presión añadida que no supo administrar. Tras dos temporadas bastante irregulares y marcadas nuevamente por las lesiones, el saltador de Brenes dio positivo por tamoxifeno en un control antidopaje que se le practicó el 11 de mayo de 2004; finalmente, el Comité de Competición de la Real Federación Española de Atletismo decidió suspenderlo hasta el 28 de julio de 2006. El polideportivo de Brenes, su pueblo natal, lleva su nombre.

## Mejores marcas personales
- Figura en el tercer puesto del ranking español de todos los tiempos, gracias a este salto de 8,26 metros que realizó el 10 de julio de 2002 en Monachil (Sierra Nevada)

## Palmarés
- Campeonatos Europeos de Atletismo Indoor 2002 - Medalla de oro
- Campeonatos Españoles de Atletismo 2002 - Medalla de oro
- Campeonatos Españoles de Atletismo Indoor 2002 - Medalla de oro
- Campeonatos Españoles de Atletismo Indoor 2001 - Medalla de plata
- Campeonatos Españoles de Atletismo Indoor 1997 - Medalla de oro
- Campeonatos Europeos de Atletismo Júnior 1997 - Medalla de plata
- Campeonatos Mundiales de Atletismo Júnior 1996 - Medalla de plata